# Stenothoides bicoma
Stenothoides bicoma är en kräftdjursart som beskrevs av J. L. Barnard 1962. Stenothoides bicoma ingår i släktet Stenothoides och familjen Stenothoidae. Inga underarter finns listade i Catalogue of Life.